# Laveskov
Laveskov er et lille kuperet skovområde nord for Nivå, vest for Sletten og Øresund, syd for Humlebæk og øst for Dageløkke og Niverød i Nordsjælland.
Skoven gennemskæres af Strandvejen og Kystbanen og huser en fem kilometer lang mountain bike-rute samt Nivå Camping.